# Trinxat

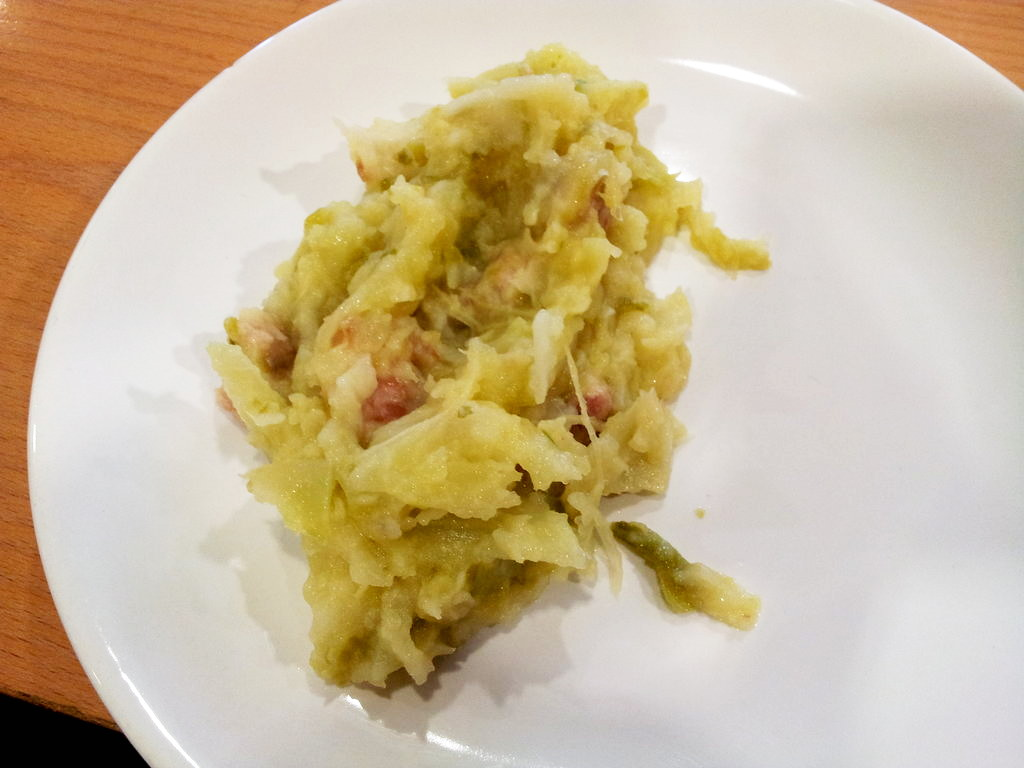
Un peu de trinxat.

Le trinchat (trinxat en catalan), ou trinxat de la Cerdanya, est un plat d’origine catalane fait avec du chou, de la pomme de terre et de la ventrèche (roustes). Le trinchat est un plat traditionnel dans les comarques d'Alt Urgell et de Cerdagne, en Cerdagne française et dans le pays d'Andorre.